# Spheniscus megaramphus
Spheniscus megaramphus es una especie de pingüino extinto fósil, que se caracteriza por tener una proporción del rostro o pico en relación con el cráneo mayor que en las especies actuales.
Fue hallada en  Perú, y descrito por los investigadores Marcelo Stucchi, Mario Urbina (quien recolectó los ejemplares en terreno en el año 2000) y Alfredo Giraldo en 2003. 
El epíteto asignado a la especie, viene del griego Megas, grande, y Ramphos, pico, en alusión al rostro de gran tamaño en relación con el cráneo de la especie. El holotipo se encuentra actualmente depositado en la colección del departamento de Paleontología de Vertebrados de la Universidad Mayor de San Marcos en Lima, Perú.

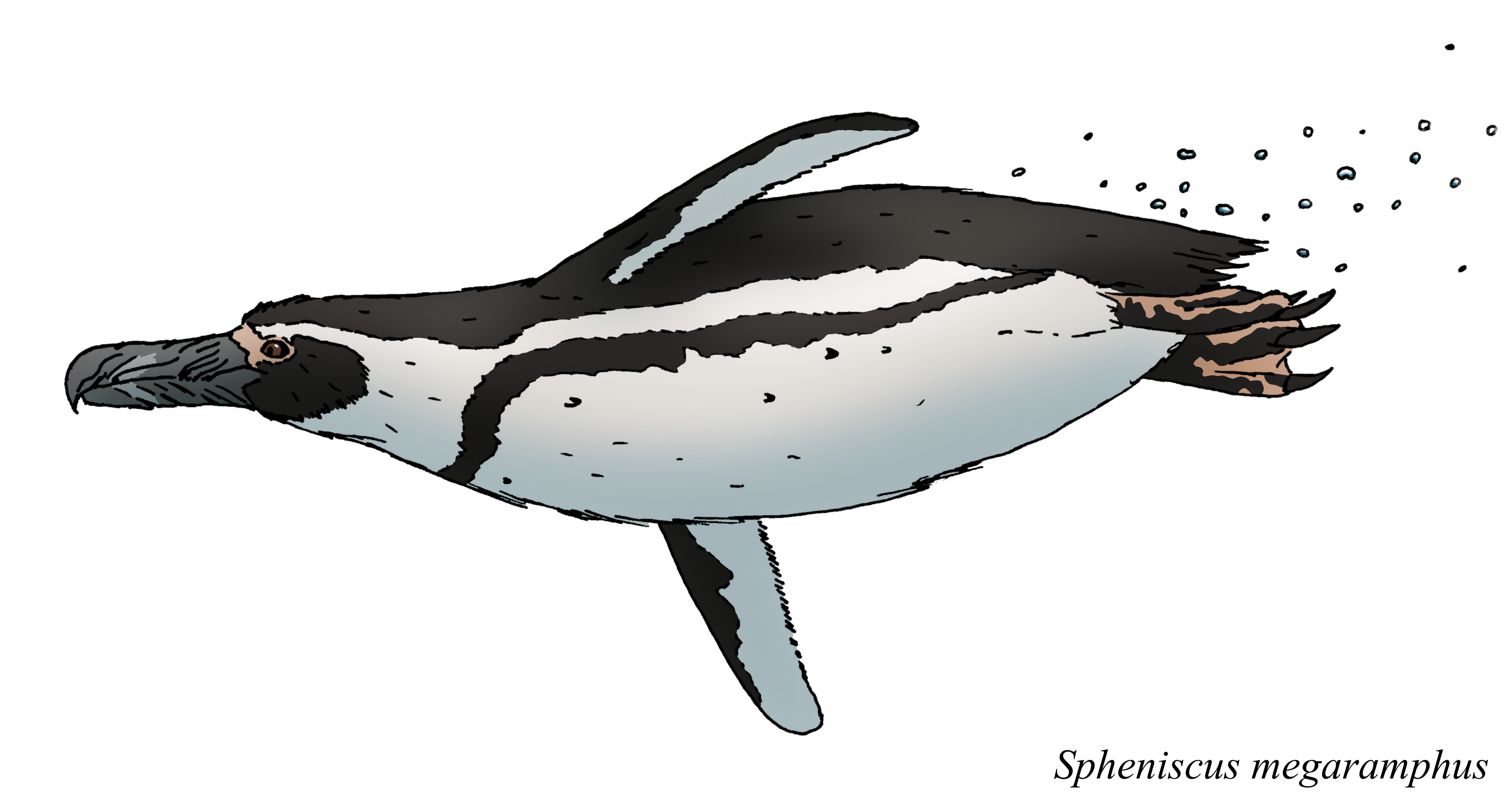
Reconstrucción de Spheniscus megaramphus en vida

Los primeros ejemplares fueron extraídos del nivel Montemar de la formación geológica Pisco; este nivel data del Mioceno tardío, es decir, hace unos 6 millones de años atrás.
Las principales características de la especie son ser hasta un 30% más grande que las especies actuales del género Spheniscus, poseer el rostro hasta un 60% más largo en relación con el neurocráneo y más angosto al nivel de la sutura nasofrontal, techo craneano reducido y la mandíbula recta con articular más corto que en las demás especies del género. 